# Pontida
Pontida est une commune de la province de Bergame, dans la région Lombardie, en Italie.

## Administration
| Période                                  | Période  | Identité          | Étiquette     | Qualité |
| ---------------------------------------- | -------- | ----------------- | ------------- | ------- |
| 14 juin 2004                             | En cours | Pierguido Vanalli | Ligue du Nord |         |
| Les données manquantes sont à compléter. |          |                   |               |         |

### Hameaux
Boffuro, Buttarello, Cà Barile, Cà Frosco, Cà Pietaglio, Canto, Cerchiera, Costa, Gaggio Sopra, Gaggio Sotto, Ghiringhello, Grombosco, Gromfaleggio, Massera, Metà Ripa di Sotto, Odiago, Roncallo, Sotto i Ronchi, Torchio, Valmora.

### Communes limitrophes
Ambivere, Brivio, Calco, Caprino Bergamasco, Carvico, Cisano Bergamasco, Palazzago, Sotto il Monte Giovanni XXIII, Villa d'Adda.